# Euagathis parallela
Euagathis parallela är en stekelart som beskrevs av Van Achterberg 2002. Euagathis parallela ingår i släktet Euagathis och familjen bracksteklar. Inga underarter finns listade i Catalogue of Life.